# Еміліо Хомпс
Еміліо Хомпс (ісп. Emilio Homps, 28 вересня 1914 — 2 листопада 2012) — аргентинський яхтсмен.
Срібний призер Олімпійських Ігор 1948 року в класі 6 метрів.